# Serie A 1956 (baseball)
La Serie A 1956 è stata la 9ª edizione del torneo di primo livello del campionato italiano di baseball. Il torno ha avuto inizio il 20 maggio e si è conluso il 23 settembre 1956.
Lo scudetto è stato conquistato dal Nettuno 1945 per la quinta volta nella sua storia.

## Formula
La competizione fu strutturata su un girone unico all'italiana con gare di andata e ritorno tra le otto squadre partecipanti.

## Squadre partecipanti
| Club           | Città        | Impianto | Stagione precedente          |
| -------------- | ------------ | -------- | ---------------------------- |
| CUS Bologna    | Bologna      |          | 5º in Serie A 1955           |
| Firenze        | Firenze      |          | 6º in Serie A 1955           |
| Genoa          | Genova       |          | 1º in Serie B 1955, promosso |
| Giants Trieste | Trieste      |          | 7º in Serie A 1955           |
| Lazio          | Roma         |          | 1º in Serie A 1955           |
| Libertas Inter | Milano       |          | 3º in Serie A 1955           |
| Nettuno 1945   | Nettuno (RM) |          | 2º in Serie A 1955           |
| Roma           | Roma         |          | 4º in Serie A 1955           |

## Stagione

### Classifica finale
|  | Pos. | Squadra        | G  | V  | P  | PCT  | GB  |
|  | ---- | -------------- | -- | -- | -- | ---- | --- |
|  | 1.   | Nettuno 1945   | 12 | 10 | 2  | .833 | -   |
|  | 2.   | Roma           | 12 | 9  | 3  | .750 | 1,0 |
|  | 3.   | Lazio          | 12 | 8  | 4  | .667 | 2,0 |
|  | 4.   | Libertas Inter | 12 | 5  | 7  | .417 | 5,0 |
|  | 5.   | Firenze        | 12 | 5  | 7  | .417 | 5,0 |
|  | 6.   | CUS Bologna    | 12 | 2  | 10 | .167 | 8,0 |
|  | 7.   | Genoa          | 12 | 3  | 9  | .150 | 7,0 |
|  | 8.   | Giants Trieste | -  | -  | -  | -    | -   |

Legenda:
      Campione d'Italia.
      Retrocesso in Serie B.